# Ugo Crousillat
Ugo Jérôme François Marc Crousillat (Marsiglia, 27 ottobre 1990) è un pallanuotista francese naturalizzato montenegrino attaccante del Marsiglia.
Ha rappresentato la nazionale montenegrina dal 2013 al 2014. In seguito ha giocato per la Francia.

## Biografia
È figlio del pallanuotista Marc Crousillat, che difese i colori della Francia ai Giochi olimpici estivi di Barcellona 1992).
È cresciuto agonisticamente nel Cercle des Nageurs de Marseille. Nel settembre 2012, è stato acquistato dai montenegrini del Budva, con cui ha disputato la Lega Adriatica, conquistando il titolo di campione del Montenegro.
Il giocatore si è integrato talmente bene nella nuova realtà al punto da accettare la convocazione per la nazionale montenegrina con cui conquista l'argento mondiale di Barcellona 2013, totalizzando cinque reti in tutto il torneo, di cui uno nella finale, persa 8-7 contro l'Ungheria.
Nel settembre 2013 è passato all'AN Brescia. Nel corso della sua prima stagione in Italia, in qualità di terzo straniero acquistato dalla società lombarda quell'anno (dopo Guillermo Molina e Michaël Bodegas), non ha disputato partite né in campionato né in Coppa Italia. Ha collezionato tuttavia 12 presenze in Champions League, realizzando 13 reti.
In occasione della stagione 2014-15 ha fa ritorno al club in cui è cresciuto, il Cercle des Nageurs de Marseille.
È stato convocato dal commissario tecnico della nazionale francese Florian Bruzzo ai Giochi olimpici di Rio de Janeiro 2016.
Ha rappresentato la Francia ai Giochi del Mediterraneo di Tarragona 2018.

## Palmarès
- Campionato francese: 14

Marsiglia: 2005, 2006, 2007, 2008, 2009, 2010, 2011, 2015, 2016, 2021, 2022, 2023, 2024, 2025
- Coupe de France: 9

Marsiglia: 2007, 2009, 2010, 2011, 2012, 2022, 2023, 2024, 2025
- Coupe de la Ligue: 1

Marsiglia: 2015
- Campionato montenegrino: 1

Budva: 2013
- Campionato ungherese: 1

Szolnok: 2017
- Coppa d'Ungheria: 1

Szolnok: 2017
- LEN Champions League: 1

Szolnok: 2016-17